# گنجو ارکال
گنجو ارکال (انگلیسی: Genco Erkal؛ زادهٔ ۲۸ مارس ۱۹۳۸ – درگذشتهٔ ۳۱ ژوئیهٔ ۲۰۲۴) هنرپیشه اهل ترکیه بود.
از فیلم‌ها یا برنامه‌های تلویزیونی که وی در آن نقش داشته‌است می‌توان به یک فصل در حکاری، پرنسس خفته اشاره کرد.